# Спектр поглинання

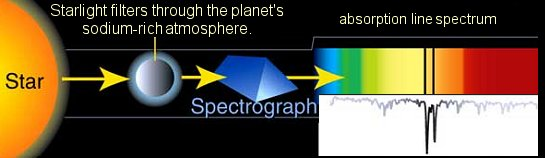
Схематичне пояснення реєстрації натрію в атмосфері екзопланети за допомогою спектра поглинання

Спектр поглинання — залежність коефіцієнта поглинання від частоти. Поряд зі спектрами випромінювання, спектрами люмінесценції та іншими спектроскопічними методами, спектри поглинання широко використовуються  в науці й техніці для аналізу хімічного складу та інших властивостей речовин.
Для визначення спектра поглинання зразка електромагнітні або акустичні хвилі широкого спектра пропускають через зразок. На виході випромінювання розкладають у спектр, і визначають її інтенсивність залежно від частоти (довжини хвилі). Визначення спектра поглинання часто вимагає складних розрахунків, оскільки випромінювання не тільки поглинається в зразку, а й відбивається від нього. Необхідно також знати спектр джерела, який можна виміряти незалежно.

## Спектральні характеристики

Сонячний спектр із чіткими фраунгоферовими лініями

Як і спектри випромінювання, оптичні спектри поглинання можуть бути суцільними, смугастими й лінійчастими. В спектрах поглинання газів виділяються окремі лінії, які називають фраунгоферовими. За присутністю характерних фраунгоферових ліній у спектрі поглинання можна визначити хімічний склад газу і навіть передбачити існування невідомого хімічного елемента, як це сталося із Гелієм. Багатоатомні гази мають складні спектри, що розбиваються на смуги внаслідок перекривання великого числа ліній, щільно розташованих у вузьких частотних діапазонах. Спектри поглинання рідин і твердих тіл суцільні.